# Unité urbaine de Saint-Rémy-de-Provence
L'unité urbaine de Saint-Rémy-de-Provence est une unité urbaine française centrée sur la ville de Saint-Rémy-de-Provence, département des Bouches-du-Rhône.

## Données générales
En 2010, selon l'Insee, l'unité urbaine était composée de trois communes.
En 2020, à la suite d'un nouveau zonage, elle est composée des trois mêmes communes.
En 2022, avec 12 564 habitants, elle représente la 7e unité urbaine du département des Bouches-du-Rhône.
En 2020, sa densité de population s'élève à 106 hab./km2.

## Composition de l'unité urbaine en 2020
Elle est composée des trois communes suivantes :
| Nom                                   | Code Insee | Département      | Statut       | Superficie (km2) | Population (dernière pop. légale) | Densité (hab./km2) | Modifier                                    |
| ------------------------------------- | ---------- | ---------------- | ------------ | ---------------- | --------------------------------- | ------------------ | ------------------------------------------- |
| Saint-Rémy-de-Provence (ville-centre) | 13100      | Bouches-du-Rhône | ville-centre | 89,09            | 9 547 (2022)                      | 107                | modifier les données · modifier les données |
| Mas-Blanc-des-Alpilles                | 13057      | Bouches-du-Rhône | banlieue     | 1,57             | 537 (2022)                        | 342                | modifier les données · modifier les données |
| Saint-Étienne-du-Grès                 | 13094      | Bouches-du-Rhône | banlieue     | 29,04            | 2 480 (2022)                      | 85                 | modifier les données · modifier les données |

## Évolution démographique
| 1968  | 1975  | 1982   | 1990   | 1999   | 2008   | 2013   | 2020   |
| ----- | ----- | ------ | ------ | ------ | ------ | ------ | ------ |
| 9 601 | 9 546 | 10 251 | 11 551 | 12 282 | 13 320 | 12 685 | 12 700 |

#### Données générales
- Unité urbaine
- Aire d'attraction d'une ville
- Aire urbaine (France)
- Liste des unités urbaines de France

#### Données démographiques en rapport avec l'unité urbaine de de Saint-Rémy-de-Provence
- Aire d'attraction de Saint-Rémy-de-Provence
- Aire d'attraction de Beaucaire
- Arrondissement d'Arles

#### Données démographiques en rapport avec les Bouches-du-Rhône
- Démographie des Bouches-du-Rhône